# Mormia satchelli
Mormia satchelli är en tvåvingeart som först beskrevs av Jung 1963.  Mormia satchelli ingår i släktet Mormia och familjen fjärilsmyggor. Inga underarter finns listade i Catalogue of Life.